# Hemidactylium
Hemidactylium é um género de anfíbios caudados pertencente à família Plethodontidae. O único representante deste género é a espécie Hemidactylium scutatum.

## Distribuição
Esta espécie é endémica do Leste da América do Norte, mais precisamente :
- No Sudeste do Canadá ;
- Na metade Leste dos Estados Unidos da América.